# Étauliers
Étauliers é uma comuna francesa na região administrativa da Nova Aquitânia, no departamento da Gironda. Estende-se por uma área de 12,94 km². Em 2010 a comuna tinha 1 498 habitantes (densidade: 115,8 hab./km²).